# World League di pallavolo 2013
La World League di pallavolo 2013 si è svolta dal 31 maggio al 21 luglio 2013, con la fase finale giocata a Mar del Plata, in Argentina. Al torneo hanno partecipato 18 squadre nazionali e la vittoria finale è andata per la terza volta alla Russia.

## Gironi
| Girone A                                               | Girone B                                | Girone C                                                       |
| ------------------------------------------------------ | --------------------------------------- | -------------------------------------------------------------- |
| Argentina Brasile Bulgaria Francia Polonia Stati Uniti | Cuba Germania Iran Italia Russia Serbia | Canada Corea del Sud Finlandia Giappone Paesi Bassi Portogallo |

## Fase finale

### Gironi
| Girone D                  | Girone E              |
| ------------------------- | --------------------- |
| Argentina Bulgaria Italia | Brasile Canada Russia |

### Finali 1º e 3º posto
|  | Semifinali | Semifinali | Semifinali |         |        | Finale 1º/2º posto | Finale 1º/2º posto | Finale 1º/2º posto |  |
|  |            |            |            |         |        |                    |                    |                    |  |
|  | Italia     | Italia     | 1          |         |        |                    |                    |                    |  |
|  | Italia     | Italia     | 1          |         |        |                    |                    |                    |  |
|  | Russia     | Russia     | 3          |         |        |                    |                    |                    |  |
|  | Russia     | Russia     | 3          |         | Russia | Russia             | 3                  |                    |  |
|  |            |            |            |         | Russia | Russia             | 3                  |                    |  |
|  |            |            | Brasile    | Brasile | 0      |                    |                    |                    |  |
|  | Brasile    | Brasile    | Brasile    | Brasile | 0      | 3                  |                    |                    |  |
|  | Brasile    | Brasile    |            |         |        | 3                  |                    |                    |  |
|  | Bulgaria   | Bulgaria   | 1          |         |        | Finale 3º/4º posto | Finale 3º/4º posto | Finale 3º/4º posto |  |
|  | Bulgaria   | Bulgaria   | 1          |         |        |                    |                    |                    |  |
|  |            |            |            |         |        |                    |                    |                    |  |
|  |            |            |            |         |        | Italia             | Italia             | 3                  |  |
|  |            |            |            |         |        | Italia             | Italia             | 3                  |  |
|  |            |            |            |         |        | Bulgaria           | Bulgaria           | 2                  |  |

## Podio

### Campione
Formazione: 2 Sergej Makarov, 3 Nikolaj Apalikov, 5 Sergej Grankin, 6 Evgenij Sivoželez, 7 Nikolaj Pavlov, 9 Aleksej Spiridonov, 11 Andrej Aščev, 13 Dmitrij Muserskij, 16 Aleksej Verbov, 17 Maksim Michajlov, 18 Artëm Ermakov, 19 Il'ja Žilin, CT: Andrej Voronkov

### Secondo posto
Formazione: 1 Bruno de Rezende, 2 Isac Santos, 3 Éder Carbonera, 4 Wallace de Souza, 6 Leandro Vissotto, 7 William Arjona, 8 Ricardo Lucarelli, 11 Thiago Alves, 12 Luiz Fonteles, 13 Maurício de Souza, 16 Lucas Saatkamp, 18 Dante do Amaral, 19 Mário Pedreira, 22 Maurício Silva, CT: Bernardo de Rezende

### Terzo posto
Formazione: 1 Thomas Beretta, 3 Simone Parodi, 4 Luca Vettori, 9 Ivan Zaytsev, 10 Filippo Lanza, 11 Cristian Savani, 12 Daniele Mazzone, 13 Dragan Travica, 14 Matteo Piano, 15 Emanuele Birarelli, 17 Andrea Giovi, 19 Marco Falaschi, 20 Salvatore Rossini, 21 Michele Fedrizzi, CT: Mauro Berruto

## Classifica finale
| Classifica | Squadre       |
| ---------- | ------------- |
|            | Russia        |
|            | Brasile       |
|            | Italia        |
| 4          | Bulgaria      |
| 5          | Canada        |
| 6          | Argentina     |
| 7          | Germania      |
| 8          | Serbia        |
| 9          | Iran          |
| 10         | Francia       |
| 11         | Polonia       |
| 12         | Stati Uniti   |
| 13         | Cuba          |
| 14         | Paesi Bassi   |
| 15         | Corea del Sud |
| 16         | Finlandia     |
| 17         | Portogallo    |
| 18         | Giappone      |